# Махмудабад (Південний Барандузчай)
Махмудабад (перс. محمودآباد) — село в Ірані, входить до складу дехестану Південний Барандузчай у Центральному бахші шахрестану Урмія провінції Західний Азербайджан.